# Naatlo
Genre
Naatlo est un genre d'araignées aranéomorphes de la famille des Theridiosomatidae.

## Distribution
Les espèces de ce genre se rencontrent en Amérique du Sud et en Amérique centrale.

## Liste des espèces
Selon World Spider Catalog (version 18.5, 03/11/2017) :
- Naatlo fauna (Simon, 1897)
- Naatlo maturaca Rodrigues & Lise, 2008
- Naatlo mayzana Dupérré & Tapia, 2017
- Naatlo serrana Rodrigues & Lise, 2008
- Naatlo splendida (Taczanowski, 1879)
- Naatlo sutila Coddington, 1986
- Naatlo sylvicola (Hingston, 1932)

## Publication originale
- Coddington, 1986 : The genera of the spider family Theridiosomatidae. Smithsonian Contributions to Zoology, no 422, p. 1-96 (texte intégral).